# Studio Collection (Angelo Branduardi)
Studio Collection è la prima raccolta di Angelo Branduardi stampata su CD. 
I brani sono stati svecchiati e remixati per l'occasione.
Dello stesso CD esiste anche una stampa Olandese dal titolo The best of Studio collection.

## Disco 1
1. Il giocatore di biliardo
2. Il dito e la luna
3. L'uso dell'amore
4. Piccola canzone dei contrari
5. L'apprendista stregone
6. Domenica e lunedì
7. Fou de love
8. I santi
9. Le dodici lune
10. Si può fare
11. Forte
12. Indiani
13. Il violinista di Dooney
14. La canzone di Aengus il vagabondo
15. Alla fiera dell'est
16. La pulce d'acqua
17. Cogli la prima mela

## Disco 2
1. Confessioni di un malandrino
2. La luna
3. Gulliver
4. Donna mia
5. Il ladro
6. Madame
7. Il bambino dei topi
8. Re di speranza
9. Il tempo che verrà
10. Cercando l'oro
11. La volpe
12. Fame di sole
13. Primo aprile 1965
14. State buoni se potete
15. Vanità di vanità
16. La canzone di Momo